# Enric Vilà i Armengol
Enric Vilà i Armengol (Calonge, Baix Empordà, 5 de desembre de 1911 - Torroella de Montgrí, Baix Empordà, 8 d'abril de 2007) fou un fiscornaire i compositor de sardanes.
Va aprendre les primeres lliçons del seu pare, que també era músic, i posteriorment tingué com a professor a Josep Casanovas, Peixero. La seva primera cobla fou La Principal de Calonge, que dirigia el seu pare, i també actuà amb la Guixolenca de Sant Feliu de Guíxols, La Lira de Palamós i la cobla de l'empresa SAFA, de Blanes.
Encara que nascut a Calonge, des del final de la guerra civil va viure a Torroella. El 1943 comença una etapa transcendental de la seva vida professional fundant la Cobla-orquestra la Caravana juntament amb Ricard Viladesau, Martirià Font, Jaume Sabaté, Domènec Anglada i altres veterans. El 1956 ingressà als Montgrins on hi estigué 9 anys fins que per motius de salut hagué de deixar la seva tasca d'intèrpret. Quan pogué tornar a tocar fundà el conjunt de música de ball Bravo, i el 1974 s'incorporà a la cobla palamosina Baix Empordà, abans de passar el 1979 a la cobla Foment de la Sardana, de Torroella, fins al 1989 que deixà definitivament de tocar. Els darrers anys va escriure múltiples articles sobre les seves vivències en el món de la cobla. Un dels més curiosos és el Petit diccionari secret dels músics de Cobla.
Fou també un popular compositor de sardanes, les seves obres són alegres i balladores, la primera ja l'escriví el 1934 amb el nom L'Enriquet, el total de la seva producció fou d'una seixantena de sardanes, de les quals destaquem: Cala bona, Petó i natjada, L'hereu i la Gracieta, L'Aplec de l'Escala, A la mare de Déu de l'Om, Els germans Vilabrú...
L'ajuntament de Torroella el distingí el 1991 amb la Medalla del Montgrí. Actualment, el Museu de la Mediterrània, d'aquesta vila, custodia un fons del músic i compositor.